# Festival de Cine UC
El Festival de Cine UC, también denominado Cine UC, es un festival de cine que se celebra anualmente desde 1977 en Santiago, Chile. Su organizador es el Centro de Extensión de la Pontificia Universidad Católica de Chile. Es el más antiguo del país en celebrarse sin interrupción, y el segundo más longevo tras el Festival Internacional de Cine de Viña del Mar (1962). El evento se caracteriza por reunir lo mejor de la cartelera a nivel nacional, películas independientes, y obras destacadas a nivel internacional en otros certámenes, como el Festival de Cannes y el de Berlín.

## Historia
El Festival tiene una modalidad no competitiva y cuenta con una relación estrecha con cineastas, académicos y críticos. Durante los años 1990, el Festival de Cine UC impulsó las retrospectivas de cine europeo. Esta valoración por el cine de autor se mantendría décadas más tarde, con muestras de obras como las de Francois Truffaut en 2015. Entre los hitos de este evento, se cuenta el estreno en Chile de películas que serían aprobadas por la crítica como Abre los ojos, de Alejandro Amenábar; La comunidad, de Álex de la Iglesia; y Bailarina en la oscuridad, de Lars von Trier.
En 2017, el Festival realizó una selección de filmes destacados en esa temporada e inauguró una sección para Directores UC, destinada a realizadores y artistas vinculados con la PUC. En esa edición, junto con la muestra internacional, se llevó a cabo un curso de cine denominado "Una mirada al nuevo siglo", dictado por Raúl Camargo, director del Festival Internacional de Cine de Valdivia, y el investigador Iván Pinto. En 2018, fueron parte de la exhibición Madame Hyde, de Serge Bozon; L'atelier, de Laurent Canter; A quiet passion, de Terence Davies; y The third murder, del cineasta Hirokazu Koreeda. Entre las cintas clásicas, fue proyectada Ladri di biciclette, de Vittorio de Sica.
En 2023, destacó en la muestra la exhibición de 1976, de Manuela Martelli, ganadora del Festival Internacional de Cine de Atenas como mejor directora, y The Whale, de Darren Aronofsky. Al año siguiente, la versión 47° incluyó en su cartelera a La memoria infinita, a la postre ganadora del Premio Goya a la Mejor Película Iberoamericana. Además, la organización hizo alianzas con la Embajada de Irlanda en Chile, Goethe-Institut, Mubi y el Instituto Italiano.